# 尿道割礼
尿道割礼是一种对生殖器的改造或残害，它会将阴茎的下侧沿着尿道自尿道口往底部切开，切口长度不一。
尿道割礼曾出现于世界各地的传统文化，特别是澳大利亚，以及非洲、南美洲、太平洋的玻利尼西亚和美拉尼西亚，通常作为成人礼。近年来已经流传到西方世界，不过通常是出于对性快感或美学的追求。
害处包含手术本身的风险，通常是自己动刀，增加性病传染的可能性。生育能力（尤其是内射的能力）也可能减损。
尿道割礼常造成尿道下裂，使男性排尿时必须坐着或蹲着，严重影响排尿功能。可以拉起阴囊抵住尿道开口，完成通道来接近正常排尿，也有人携带管子来瞄准。